# Shades 1968-1998
Shades 1968-1998 kompilacijski je box set (4 CD-a) britanskog hard rock sastava Deep Purple, kojeg 1999. godine objavljuje diskografska kuća, 'Rhino Records'.
Kompilacija obuhvaća njihovu glazbenu karijeru od 1968. do 1998. godine. Sadrži izuzetnu kolekciju Purpleovih obrađenih singlova, koji su tijekom objavljivanja njihovih albuma postali najveći hitovi.

## Popis pjesama
Disk 1:
1. "Hush" - 4:27
2. "Help" - 6:03
3. "Shadows (Demo 1968.)" - 3:30
4. "Love Help Me (Instrumentalni demo 1968.)" - 3:25
5. "Kentucky Woman (Singl verzija)" - 4:14
6. "Anthem" - 6:32
7. "River Deep, Mountain High (Singl verzija)" - 2:37
8. "Emmaretta" - 3:00
9. "The Bird Has Flown (Singl verzija)" - 2:53
10. "Hallelujah" - 3:47
11. "Speed King (Potpuno trajanje, UK verzija)" - 5:53
12. "Child in Time" - 10:21
13. "Cry Free (mix)" - 3:23
14. "Black Night (Potpuo trajanje, UK verzija)" - 3:27
15. "Jam Stew (Outtake 1970)" - 2:33
16. "Into the Fire (Live 1971)" - 4:20
17. "No No No (Live 1971)" - 7:16

Disk 2:
1. "Strange Kind of Woman" - 4:03
2. "I'm Alone" - 3:04
3. "Fireball" - 3:24
4. "Demon's Eye" - 5:21
5. "Anyone's Daughter" - 4:45
6. "Fools" - 8:19
7. "No One Came" - 6:27
8. "Freedom (1971.)" - 3:36
9. "Slow Train (1971.)" - 5:35
10. "Never Before" - 4:02
11. "When a Blind Man Cries" - 3:34
12. "Highway Star" - 6:09
13. "Smoke on the Water" - 5:42
14. "Pictures of Home" - 5:07
15. "Space Truckin'" - 4:35
16. "Printed Horse (1972.)" - 5:15

Disk 3:
1. "Smoke on the Water (Uživo 1972.)" - 7:13
2. "Lazy (Uživo 1972.)" - 10:34
3. "Woman from Tokyo" - 5:50
4. "Mary Long" - 4:26
5. "Super Trouper" - 2:56
6. "Smooth Dancer" - 4:11
7. "Burn" - 6:02
8. "Might Just Take Your Life" - 4:39
9. "Sail Away" - 5:51
10. "Coronarias Redig" - 4:55
11. "Stormbringer" - 4:08
12. "Hold On" - 5:09
13. "Lady Double Dealer (Uživo 1975.)" - 4:17
14. "Gettin' Tighter" - 3:37
15. "Comin' Home" - 3:53

Disk 4:
1. "Knocking at Your Back Door" - 7:07
2. "Perfect Strangers" - 5:28
3. "Son of Alerik (7 Singl verzija)" - 5:28
4. "Call of the Wild" - 4:53
5. "Bad Attitude (Singl verzija)" - 4:03
6. "Hard Lovin' Woman (Uživo 1987.)" - 4:05
7. "Hush '88 [Live 1988]" - 3:32
8. "King of Dreams (Singl verzija)" - 4:50
9. "Fire in the Basement" - 4:43
10. "Slow Down Sister" - 5:58
11. "The Battle Rages On" - 5:57
12. "Anya (Live 1993)" - 12:11
13. "A Castle Full of Rascals" - 5:11
14. "Seventh Heaven" - 5:23

## Vanjske poveznice
- Allmusic.com - Deep Purple - Shades 1968-1998